# Sijua canitia
Sijua canitia är en fjärilsart som beskrevs av Paul E. Whalley 1971. Sijua canitia ingår i släktet Sijua och familjen Thyrididae. Inga underarter finns listade i Catalogue of Life.